# 大滝龍蔵

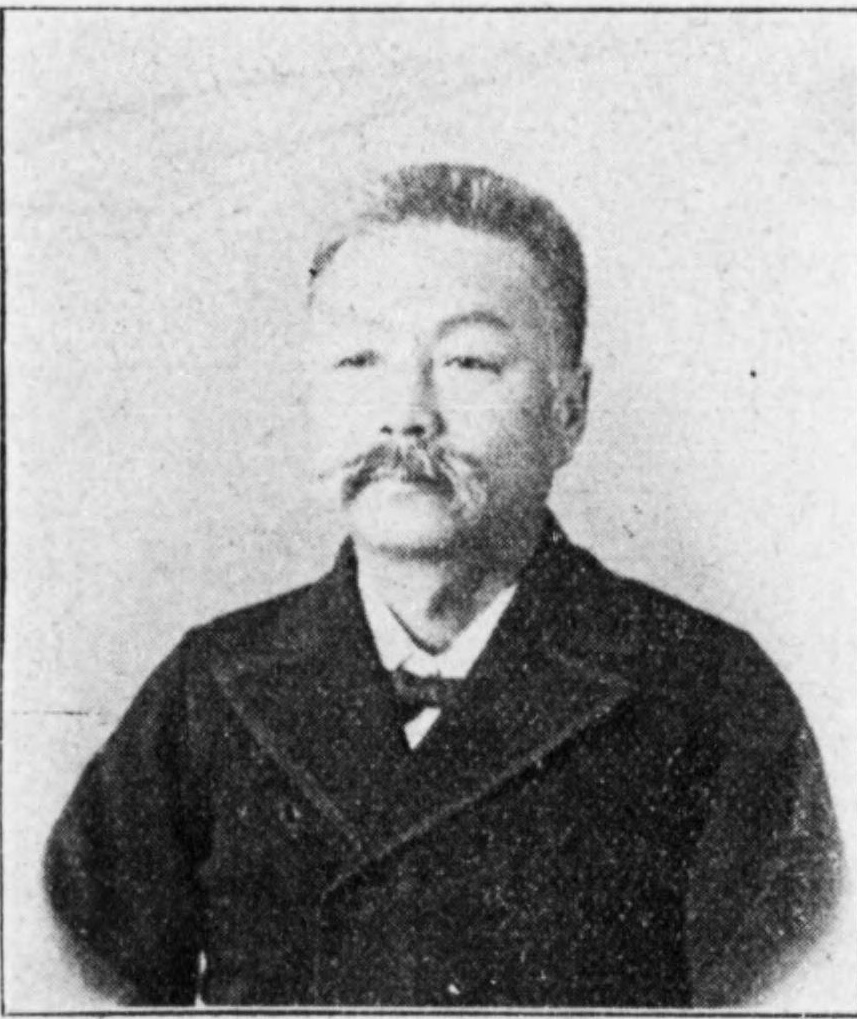
大滝龍蔵

大滝 龍蔵（大瀧 龍藏、おおたき りゅうぞう、1846年2月5日（弘化3年1月10日）- 1914年（大正3年）1月8日）は、明治期の公吏、実業家、政治家。衆議院議員、初代山形県米沢市長。

## 経歴
出羽国置賜郡米沢屋代町下ノ町（山形県南置賜郡米沢屋代町下ノ町を経て現米沢市）で生まれた。
1873年（明治6年）置賜県学区取締・十三等出仕となる。権少属、小属、権中属を歴任し、1882年（明治15年）置賜県廃止となり失職した。その後、沖縄県三等属に発令され、租税課権勧業課長を務めた。1883（明治16年）に退官。
その後実業界に転じ、米沢元商社副社長、同社長、米沢製糸場社長などを務めた。1889年（明治22年）7月、初代米沢市長に就任し、1899年（明治32年）7月まで2期在任。この間、市役所の建設、市立工業学校の開校などを行った。また、米沢市会議員、同参事会員にも在任した。市長退任後、第百二十五銀行頭取に就任した。
1902年（明治35年）8月、第7回衆議院議員総選挙（山形県米沢市、立憲政友会）で当選し、衆議院議員に1期在任した。